# Nilasera opalina
Nilasera opalina är en fjärilsart som beskrevs av Moore 1883. Nilasera opalina ingår i släktet Nilasera och familjen juvelvingar. Inga underarter finns listade i Catalogue of Life.